# Velika Rujiška
Velika Rujiška je naseljeno mjesto u sastavu općine Bosanski Novi, Republika Srpska, BiH.

## Stanovništvo
| Velika Rujiška     |              |
| godina popisa      | 1991.        |
| Srbi               | 168 (97,11%) |
| Hrvati             | 0            |
| Muslimani          | 2 (1,15%)    |
| Jugoslaveni        | 2 (1,15%)    |
| ostali i nepoznato | 1 (0,58%)    |
| ukupno             | 173          |